# چسب نواری
چسبِ نواری یا نوارچسب یکی از انواع بسیار از چسب‌های حساس به فشار است که در انواع مختلف مورد استفاده قرار می‌گیرد. این چسب‌ها از پوشش‌دهی خوبی بر روی نوارهایی از جنس پلاستیک، کاغذ، فیلم پلاستیکی، فویل‌های آلومینیومی و پارچه دارند. این چسب‌ها بدون نیاز به حرارت و با کمی فشار بر روی محل مورد نظر مورد استفاده قرار می‌گیرند.

مواد تشکیل‌دهندهٔ چسب پهن (نوارچسب شیشه‌ای)
چسب پهن از دو قسمت مهم فیلم یا سلفون BOPP و چسب مایع یا رزین آکرلیک تشکیل شده است.
سلفون آغشته به رزین آکرلیک به دور بوبین کاغذی (قسمت نوار مرکزی نوار چسب) پیچیده شده است.

کیفیت نوار چسب کریستال تولیدی به چه مواردی بستگی دارد؟
کیفیت نوار چسب تولیدی به عوامل متعددی بستگی دارد.
و این عوامل در نهایت با کیفیت و قیمت تمام شده چسب نواری تولید شده ارتباط مستقیم دارد.
فیلم پلاستیک نوار چسب می تواند در ضخامت های گوناگون تولید شود.
همچنین چسب مایع می تواند ترکیبات و ضخامت های متفاوتی داشته باشد.
به این ترتیب با تغییر فاکتور های فوق انواع بسیار متفاوتی از نوار چسب ها تولید می شوند.
که در صنایع مختلفی (از چاپ شبرنگ و لوازم تحریر تا صنایع ساختمانی، خودرو، الکتریسیته و بسته‌بندی) استفاده می شود.
دو عامل مهم در کیفیت نوار چسب پهن عبارتند از:
1- کیفیت و ضخامت سلفون استفاده شده در این نوع نوار چسب
هر چه سلفون استفاده شده از کیفیت بالاتری برخوردار باشد از قدرت کشش بالاتری نیز برخوردار خواهد بود .
2 کیفیت رزین مورد استفاده در تولید نوار چسب هر چقدر از درصد جامدیت بیشتری برخوردار باشد محصول تولیدی نیز قدرت چسبندگی بالاتری را خواهد داشت.
به طور کلی هرچقدر ضخامت نوار چسب تولید شده بیشتر باشد قدرت چسبندگی ان نیز بالاتر خواهد بود.

## نگارخانه

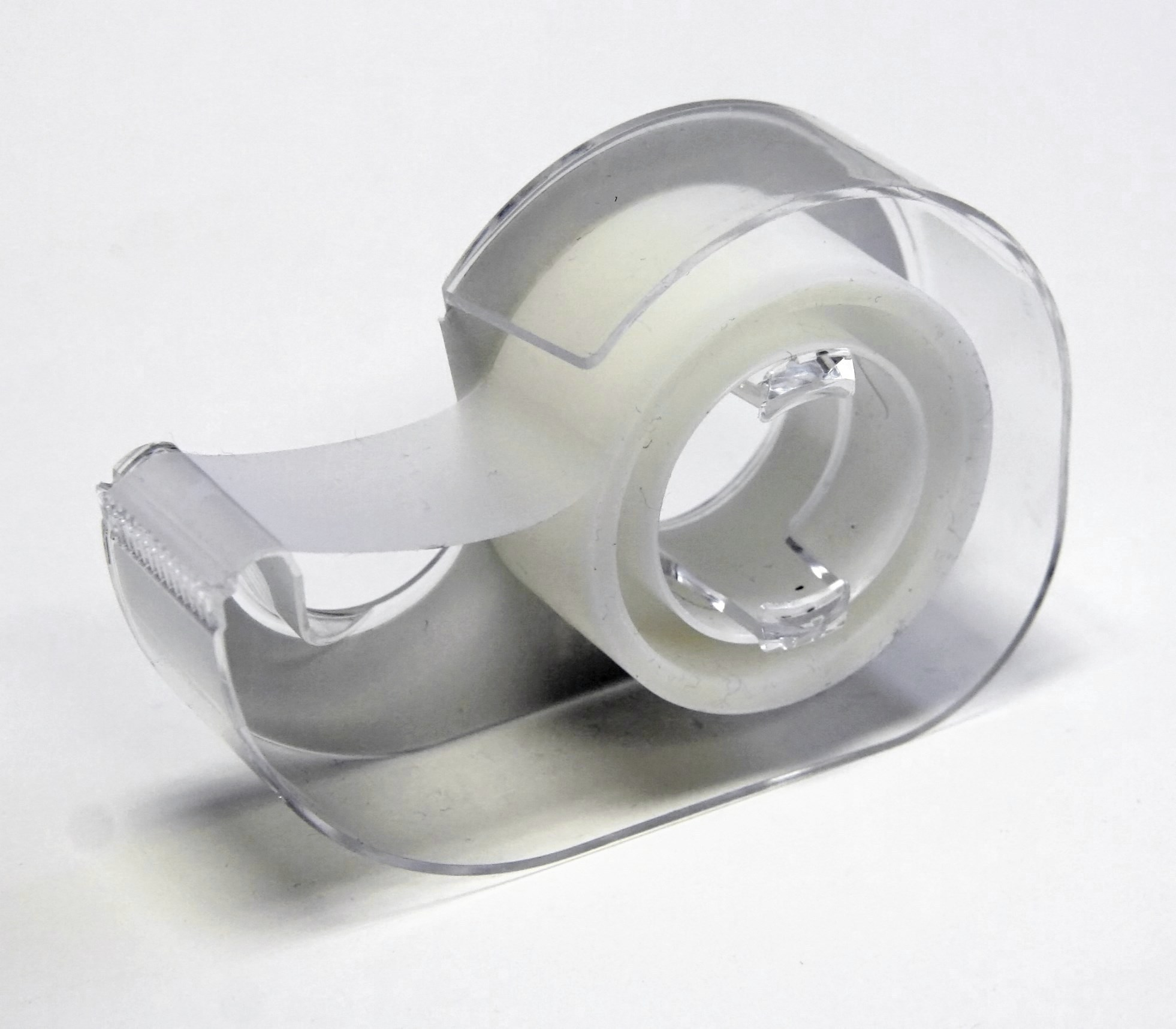
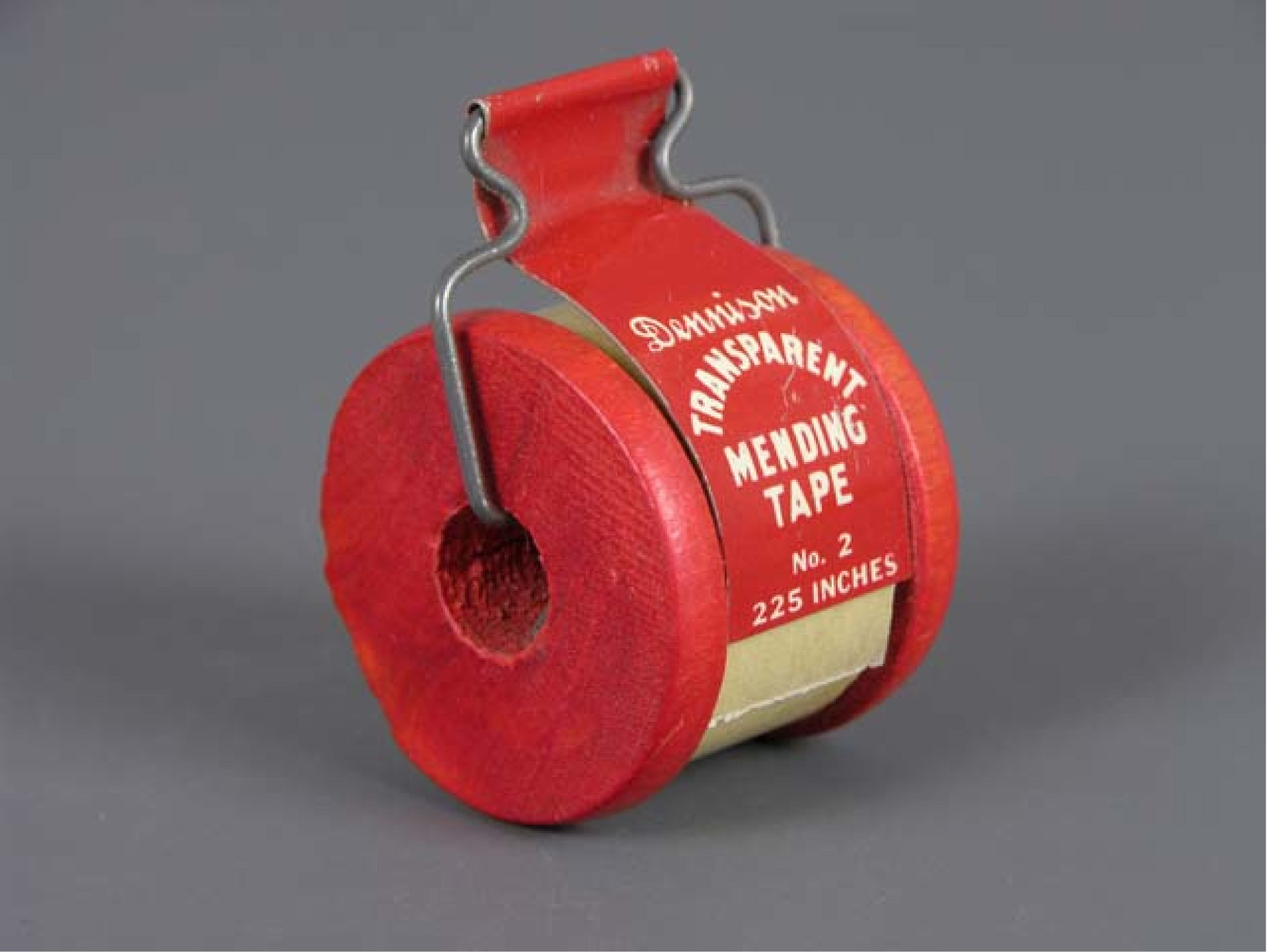
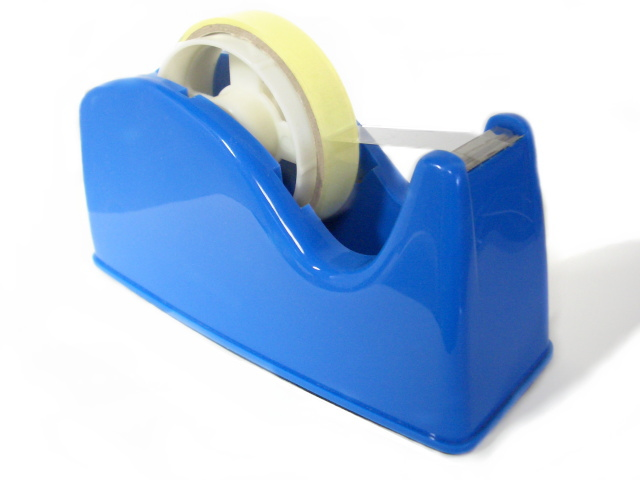
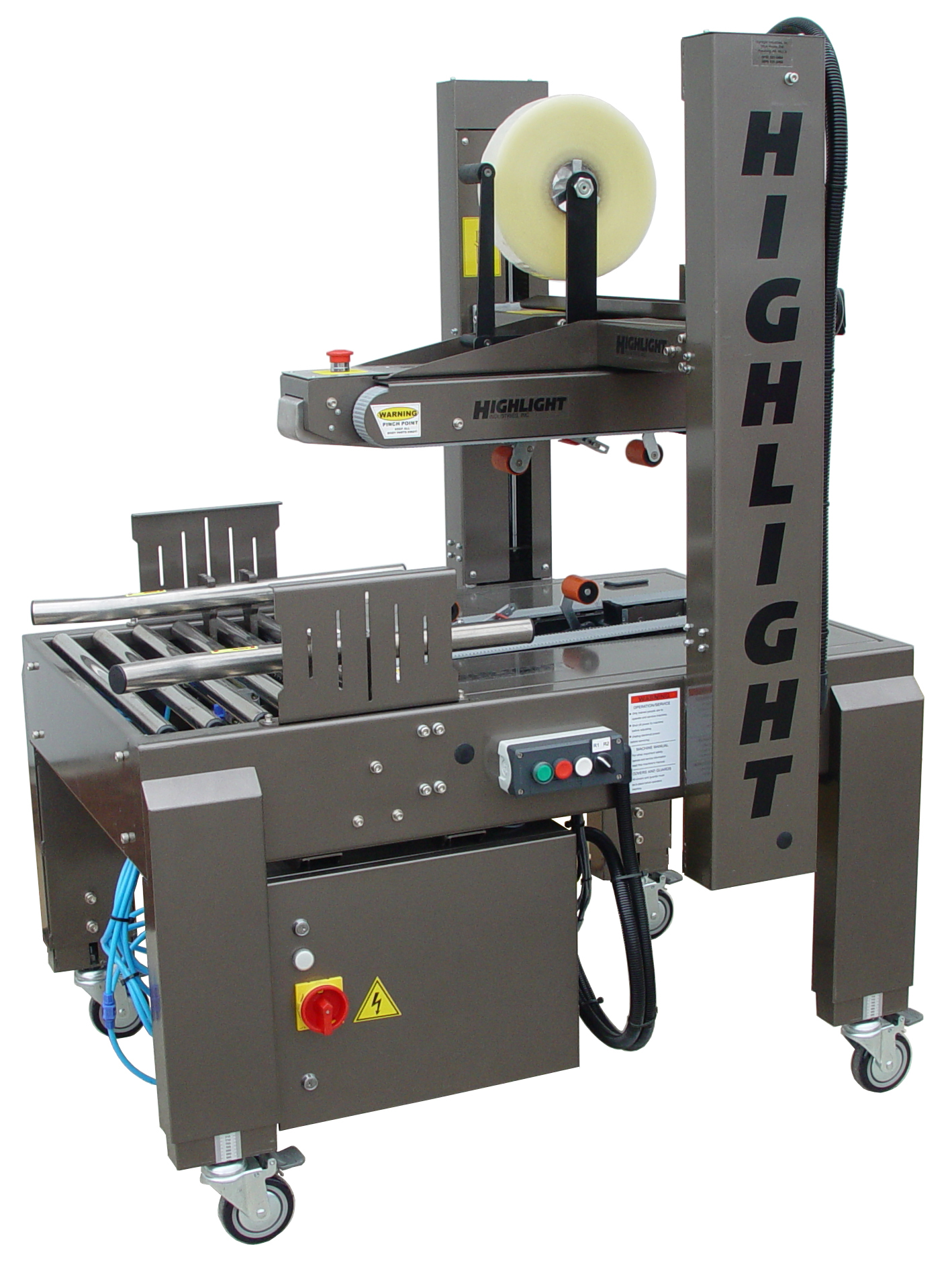

## انواع
- چسب فشاری حساس
- چسب فعال شونده با آب
- چسب حساس به گرما
- چسب دیوار خشک
- نوار چسب برق
- نوار چسب بسته بندی شیشه ای
- نوار چسب بسته بندی قهوه ای
- نوارچسب برزنتی
- نوار چسب کاغذی
- نوارچسب آلومینیومی